# María Esther Guzmán Blanco
María Esther Guzmán Blanco (Sevilla, 1967) es una guitarrista clásica española.

## Inicios
Su afición a la música se inició muy pequeña. Hizo su presentación en público a los 4 años en el Teatro Lope de Vega de Sevilla, a los 11 obtuvo el primer premio en RTVE siendo presidente del jurado el Maestro Joaquín Rodrigo. A los 12, tras ser escuchada por el Maestro Andrés Segovia, recibió sus elogios y consejos, poco después fue seleccionada para actuar en la Tribuna Nacional de Juventudes Musicales en Ibiza, con gran éxito de público y crítica.
Realizó la carrera de guitarra en el Conservatorio Superior de Música de Sevilla, bajo la dirección de América Martínez, finalizando en 1985 con Premio Extraordinario. Perfeccionó posteriormente con Abel Carlevaro, Leo Brouwer, Alirio Díaz y David Russell, entre otros. Ha obtenido 6 Primeros Premios Nacionales y 13 Internacionales.

## Actividad artística
Ha actuado en los más importantes escenarios de Europa, Asia y América, bien en recital o con orquesta, bajo la dirección de Enrique García Asensio, Leo Brouwer, C. Metters, Odón Alonso, C. Florea, Pedro Halffter, etc. Actúa regularmente con diferentes grupos de cámara y forma dúo con el flautista Luis Orden, y el guitarrista Takeshi Tezuka. Realiza giras y grabaciones anuales en Japón desde 1988. Tiene grabados 1 LP, 26 CD, 4 videos y 1 DVD. Es profesora en la Escuela “Andalucía Música” de Sevilla e imparte Clases Magistrales tanto en España como en el extranjero.
Ha actuado en salas de gran importancia como el Teatro Real de Madrid (1.º Premio Nacional de JJ.MM, 1984), Concertgebouw de Ámsterdam, Sala Mali (Moscú), Auditorio Nacional de Madrid, Palacio de la Música y Congresos de Valencia, Palacio de Festivales de Cantabria, Sala Cemal Resit Reg de Estambul, Teatro de la Zarzuela de Madrid, Teatro Nacional Cervantes de Buenos Aires, Teatro Nacional de Costa Rica, Teatro de la Maestranza y Lope de Vega de Sevilla, etc, así como prestigiosas salas de Japón.

## Estrenos
Ha estrenado la obra "Que buen Caminito" de Joaquín Rodrigo en 1987, y "Paseo de los Tristes" de José García Román en 1993 con la Orquesta de Córdoba dirigida por Leo Brouwer, realizando grabación en CD. Asimismo realizó los estrenos de 4 obras conmemorativas al Quijote dedicadas a María Esther, y de otras 3 en homenaje al compositor sevillano Manuel Castillo dentro del Festival Internacional de Santander de 2005 y del Festival de Primavera de Juventudes Musicales de Sevilla en 2006, respectivamente. Ha realizado el estreno en Asia de la recién descubierta Toccata de Joaquín Rodrigo.

## Premios y reconocimientos
Premio de Cultura "Andalucía Joven de Música" 1994. Premio de la revista RITMO por su CD de J. Arcas. En 1998 se le rindió un homenaje en JJ.MM. de Sevilla por sus "Bodas de Plata" con la Música. Desde 2002 es Académica Numeraria de la Real Academia de Bellas Artes de Sta. Isabel de Hungría de Sevilla. En 2011 se le otorgó el Premio “Trujamán” de guitarra por su trayectoria artística, entregado en el Palau de la Música de Valencia.

## Discografía
- Fantasía El Paño. Dedicado al compositor Julián Arcas. María Esther Guzmán, guitarra. Edita: Junta de Andalucía. Consejería de Cultura, 1992.

- Homenaje a Tarrega. Incluye Gran Jota, Recuerdos de la Alhambra, Capricho Árabe, Marieta, María, Mazurca en Sol, Lágrima, Adelita, Preludios 1,2,3 y 5, Preludio sobre un fragmento de Schumann, Fantasía sobre motivos de la Traviata, El columpio, Vals en Re, Sueño. María Esther Guzmán, guitarra. Grabado en Japón, 1992.

- El remolino latino. Incluye La Catedral, Vals op. 8 n.º 4, Un sueño en la floresta y Maxixe de Antonio Barrios, Preludio Pampeano y Variaciones Camperas de Mª L. Anido, Milongueo del Ayer de Abel Fleury, Canción de Cuba de Leo Brouwer, Choro de João Pernambuco,  Tríptico y seis por derecho de Antonio Lauro y 5 piezas de Venezuela de V.E. Sojo. Grabado en Japón, 1993.

- In memoriam Andrés Segovia. Obras de Andrés Segovia, F. Cano, Isaac Albéniz, Manuel Castillo, J. García Román y Leo Brouwer. María Esther Guzmán y José María Gallardo (guitarras). Orquesta de Córdoba, director Leo Brouwer, 1994.

- Rincones de España. Incluye las siguientes piezas: Recuerdos de la Alhambra, Tango, Danza Española No. 5, Córdoba, Mallorca, Sevilla, Cádiz, Asturias, Granada, Torre Bermeja y Romance anónimo. Mª Esther Guzmán (guitarra), 1999.

- Música favorita en dúo de guitarras volumen I. Granada de Isaac Albéniz, Habanera de Ernesto Halffter, Ante la tumba de mi amada e Inquietud de J.K.Mertz, Siciliana e Invención n.º 13 de Johann Sebastian Bach, Estudios op. 35-22 y op. 29-13 de Fernando Sor, Danza española n.º 1 de Manuel de Falla, A touch of Outumn de Y. Nakata, Bad boy de T. Takemitsu, Cavatina de S. Myers y Golliwog`s Cakewalk de Debussy, Gymnopédie n.º 1 y Gnossienne n.º 1 de Satie, Otemoyan tradicional japonés. Mª Esther Guzmán (guitarra), 2000.

- Alexandre Tansman. Obras de Alexandre Tansman. Mª Esther Guzmán (guitarra), 2002.

- Música para flauta y guitarra. Vol. I. Mario Castelnuovo-Tedesco, Robert Beaser, Eduardo Morales Caso, Joan Albert Amargós y Astor Piazzolla. Mª Esther Guzmán (guitarra) y Luis Orden (flauta), 2005.

- Noches de guitarra clásica española. Recuerdos de la Alhambra, Sevilla, Danza Española n.º 5: Andaluza, Romance Anónimo, Canción del Fuego Fatuo, Granada, Capricho Árabe, El Testamento de Amelia de Miguel Llobet. María Esther Guzmán (guitarra), Francisco Seco (guitarra), 2008.

- Música para flauta y guitarra. Vol. II. Obras de Piazzolla, Emilio Pujol, Sasaki, Llopart y Richard Patterson. Mª Esther Guzmán (guitarra) y Luis Orden (flauta), 2011.